# Stuart Palmer
Stuart Palmer (Baraboo, 21 giugno 1905 – 4 febbraio 1968) è stato uno scrittore statunitense di romanzi gialli, conosciuto soprattutto per il suo personaggio Hildegarde Withers.

## Biografia
Palmer nacque a Baraboo nel Wisconsin. Discendente di uno dei più antichi coloni inglesi, svolse una varietà di mestieri tra cui marinaio, raccoglitore di mele, tassista e giornalista, prima di dedicarsi ai racconti. Il suo primo romanzo, The Penguin Pool Mystery, fu pubblicato 1931 e trasposto al cinema l'anno seguente dalla RKO Radio Pictures, col titolo Penguin Pool Murder. L'attrice Edna May Oliver impersonò l'eroina di Palmer, Hildegarde Withers, un'insegnante zitella e investigatrice dilettante, una specie di versione americana della Miss Marple di Agatha Christie, ma più ironica e caustica. Il modello per l'insolita detective fu la sua insegnante superiore, tale Miss Fern Hakett, ammise lo scrittore in seguito. L'assegnazione della parte a Oliver fu una felice coincidenza perché Palmer fu influenzato, nella creazione del personaggio, proprio dall'interpretazione dell'attrice nella rappresentazione teatrale Show Boat tenuta a Broadway. Il film fu un successo e Oliver impersonò Withers in altri due film, ma poi lasciò la RKO nel 1935. La serie finì con altri tre film, con Helen Broderick e poi ZaSu Pitts nel ruolo che fu di Oliver. Il successo del primo racconto ispirò Palmer a collezionare immagini e statue di pinguini e a creare un marchio personale caratterizzato da uno di questi uccelli.
Molte storie di Stuart Palmer sono state trasportate al cinema. Nel 1936, scrisse la sua prima sceneggiatura e seguitò a scriverne, il più delle quali per film cosiddetti B-movie. Palmer scrisse per molte serie di gialli di serie B come i primi tre film di Bulldog Drummond per la Paramount, e più tardi in Lone Wolf della Columbia e The Falcon della RKO. 
Palmer scrisse molti racconti di Hildegarde Withers, incluso Murder on the Blackboard (1932), Murder on Wheels (1932), The Puzzle of the Pepper Tree (1934), Four Lost Ladies (1949), e Cold Poison (1954), messi insieme nello studio di animazione di Walter Lantz. La raccolta di racconti brevi People vs. Withers and Malone (1963), fu scritta con Craig Rice e affiancava al suo personaggio il detective-avvocato alcolizzato John Joseph Malone della Rice. Hildegarde Withers Makes the Scene (1969) fu completato da Fletcher Flora dopo la morte di Palmer e fu pubblicato postumo. Palmer scrisse anche brevi racconti incentrati sulla Withers che uscirono su giornali e riviste di gialli; alcuni sono stati raccolti nei libri The Riddles of Hildegarde Withers (1947), The Monkey Murder (1950), e Hildegarde Withers: Uncollected Riddles (2002).
The Adventure of the Remarkable Worm è un ironico pastiche (nell'anglosassone significato di parodia) su Sherlock Holmes, che fu pubblicata nel 1944 in The Misadventures of Sherlock Holmes a cura di Ellery Queen. Nel 1960, The Adventure of the Marked Man fu pubblicato da Palmer nell'"Ellery Queen's Mystery Magazine". Questo breve pastiche porta Holmes e il suo compagno d'avventura Dr. Watson nel villaggio di Penzance, in Cornovaglia. Lì, investigano gli strani avvertimenti ricevuti da Allen Pendarvis e il susseguente attentato alla sua vita. « I due racconti, uno umoristico, l'altro serio, furono scritti mentre Palmer era in una sperduta postazione dell'esercito in Oklahoma, dove aveva la mansione di istruttore.…» Palmer era un appassionato delle storie e del personaggio di Holmes e nel 1958 entrò a far parte dei Baker Street Irregulars, associazione letteraria che riunisce i più grandi fan del detective.
Palmer scrisse anche qualche racconto giallo incentrato sul personaggio di Howie Rook ed è stato per un anno presidente dell'associazione Mystery Writers of America.

## Opere

### Serie Hildegarde Withers
- 1931 -  Un dramma nell'Acquario, in Il 5° Supergiallo, Milano, Mondadori, 1937; I Classici del Giallo Mondadori n.197, 1974 e n.1107, 2006;[5] o L'enigma della vasca dei pinguini[6] (The Penguin Pool Mystery)
- 1932 - Murder on Wheels
- 1932 - È morta una formica (Murder on the Blackboard), trad. di Giorgio Monicelli, I Libri Gialli, Mondadori, agosto 1938; I Classici del Giallo Mondadori n.298, 27 giugno 1978.
- 1933 - Hildegarde Withers: morte tra le nuvole (The Puzzle of the Pepper Tree), Il Giallo Mondadori n.2719, 11 marzo 2001, ISBN 977-11-205-0800-4.
- 1934 - I passeggeri dell'Alabama (The Puzzle of the Silver Persian), in Il 6° Supergiallo, trad. di Tito A. Spagnol, Mondadori, 1938.
- 1936 - Hildegarde e il Codice 44 (The Puzzle of the Red Stallion, o The Puzzle of the Briar Pipe, 1936), Il Giallo Mondadori n.1032, 11 novembre 1968; I Classici del Giallo Mondadori n.870, 30 maggio 2000.
- 1937 - L'enigma della banderilla (The Puzzle of the Blue Banderilla), I Libri Gialli. Nuova Serie n.23, Mondadori, maggio 1947; I Classici del Giallo Mondadori n.360, 11 novembre 1980; I Classici del Giallo Mondadori n.1245, 13 maggio 2010.
- 1941 - È morto un burlone (The Puzzle of the Happy Hooligan)
- 1947 - The Riddles of Hildegarde Withers (racconti)
- 1948 - Un Oscar per Hildegarde (Miss Withers Regrets), trad. di Massimo Terni, Il Giallo Mondadori n.901, 8 maggio 1966; I Classici del Giallo Mondadori n.460, 11 settembre 1984; I Classici del Giallo n.1486, novembre 2024.
- 1949 - Un barbablù per Hildegarde (Four Lost Ladies), Il Giallo Mondadori n.917, 28 agosto 1966; col titolo Quattro signore scomparse, I Classici del Giallo Mondadori n.852, 21 settembre 1999.
- 1950 - Monkey Murder and other Hildegarde Withers Stories (racconti)
- 1950 - Hildegarde ha l'asso nella manica (The Green Ace; o At One Fell Swoop, 1951), Il Giallo Mondadori n.2729, 20 maggio 2001, ISBN 977-11-205-0800-4.
- 1951 - Hildegarde Whiters: la radice del male (Nipped in the Bud o Trap for a Redhead), Il Giallo Mondadori n.1279, 5 agosto 1973.
- 1954 - Veleno freddo (Cold Poison; o Exit Laughing, 1954), col titolo Un pinguino per Hildegarde, trad. di Renata Pacces Bertelé, Il Giallo Mondadori n.941, 12 febbraio 1967.
- 1963 - People Versus Withers and Malone, con Craig Rice
- 1969 - Hildegarde Whiters Makes the Scene (incompiuto, postumo: completato da Fletcher Flora)
- 2002 - Hildegarde Withers: Uncollected Riddles [contiene: ‘The Riddle of the Dangling Pearl’; ‘The Riddle of the Flea Circus’; ‘The Riddle of the Brass Band’; ’The Riddle of the Forty Naughty Girls’; ‘The Riddle of the Whirling Lights’; ’The Riddle of the Tired Bullet]
- 1973 - The Adventures of the Marked Man and One Other, libretto in edizione limitata contenente: 'The Adventure of the Marked Man e 'The I.O.U. of Hildegarde Withers, prima pubblicato su The Baker Street Journal nel 1948.

### con lo pseudonimoTheodore Richards
- The Gargoyle's Throat, 1930

### SerieHowie Rook
- Terrore al circo o Il pagliaccio è triste, 1956 (Unhappy Hooligan o Death in Grease Paint)
- Rook Takes Knight, 1968

### Altri libri
- Ace of Jades, 1930
- Natale con i tuoi..., 1937 (No Flowers by Request o Omit Flowers)

### con lo pseudonimoJay Stewart
- Before It's Too Late, 1950

## Filmografia
- Murder on a Bridle Path, regia di William Hamilton, Edward Killy - romanzo (1936)